# Bisbat de Litoměřice

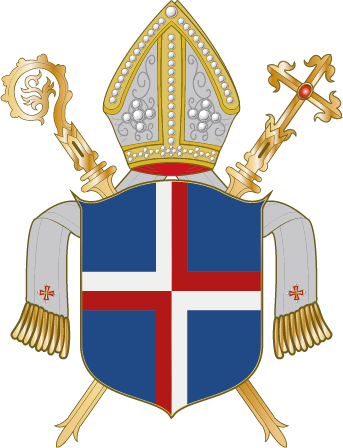
L'escut de la diòcesi

El bisbat de Litoměřice (txec:  Diecéze litoměřická, llatí: Dioecesis Litomericensis) és una seu de l'Església Catòlica a Txèquia, sufragània de l'arquebisbat de Praga. L'any 2013 tenia 162.800 batejats sobre una població d'1.344.000 habitants. Actualment està regida pel bisbe Jan Baxant.

## Territori
La diòcesi s'estén sobre la part septentrional de la República Txeca, i comprèn les regions d'Ústí nad Labem i de Liberec; en part les de Hradec Králové i de la Bohèmia central; i marginalment la regió de Karlovy Vary.
La seu episcopal és la ciutat de Litoměřice, on es troba la catedral de Sant Esteve.
El territori s'estén sobre 9.380  km², i està dividit en 437 parròquies, agrupades en 10 vicariats.

## Història
La diòcesi va ser erigida el 3 de juliol de 1655 mitjançant la butlla Primitiva illa Ecclesia del Papa Alexandre VII, prenent el territori de l'arquebisbat de Praga.
El 31 de maig de 1993 la diòcesi cedí una porció del seu territori per tal que s'erigís el bisbat de Plzeň.

## Cronologia episcopal
- Maxmilián Rudolf Schleinitz † (5 de juliol de 1655 - 13 d'octubre de 1675 mort)
- Jaroslav František Ignác Šternberka † (22 de juny de 1676 - 12 d'abril de 1709 mort)
- Hugo František Königseggu † (26 de gener de 1711 - 6 de setembre de 1720 mort)
- Jan Adam Vratislav z Mitrovic † (24 de setembre de 1721 - 1 o 2 de juny de 1733 mort)
- Moritz Adolf Karl von Sachsen-Zeitz (Saský) † (1 d'octubre de 1733 - 20 de juny de 1759 mort)
- Emanuel Arnošt Valdštejna † (28 de gener de 1760 - 7 de desembre de 1789 mort)
- Ferdinand Kindermann † (29 de març de 1790 - 25 de maig de 1801 mort)
- Václav Leopold Chlumčanský † (29 de març de 1802 - 15 de març de 1815 nomenat arquebisbe de Praga)
- Josef František Hurdálek † (18 de desembre de 1815 - 18 de desembre de 1822 jubilat)
- Vinzenz Eduard Milde † (16 de maig de 1823 - 24 de febrer de 1832 nomenat arquebisbe de Vienna)
- Augustin Bartoloměj Hille † (2 de juliol de 1832 - 26 d'abril de 1865 mort)
- Augustin Pavel Wahala † (8 de gener de 1866 - 10 de setembre de 1877 mort)
- Antonín Ludvík Frind † (15 de maig de 1879 - 28 d'octubre de 1881 mort)
- Emanuel Jan Schöbel, O.Cr. † (3 de juliol de 1882 - 28 de novembre de 1909 mort)
- Josef Gross † (20 d'abril de 1910 - 20 de gener de 1931 mort)
- Antonin Alois Weber † (22 d'octubre de 1931 - 10 de març de 1947 renuncià)
- Štěpán Trochta, S.D.B. † (27 de setembre de 1947 - 6 d'abril de 1974 mort)
  - Sede vacante (1974-1989)
- Josef Koukl † (26 de juliol de 1989 - 24 de desembre de 2003 jubilat)
- Pavel Posád (24 de desembre de 2003 - 26 de gener de 2008 nomenat bisbe auxiliar de České Budějovice[1])
  - Dominik Duka, O.P. (6 de novembre de 2004 - 4 d'octubre de 2008) (amministratore apostolico)
- Jan Baxant, dal 4 d'octubre de 2008

## Estadístiques
A finals del 2013, la diòcesi tenia 162.800 batejats sobre una població d'1.344.000 persones, equivalent al 12,1% del total.
| any  | població | població  | població | sacerdots | sacerdots       | sacerdots       | sacerdots             | diaques | religiosos | religiosos | parròquies |
| ---- | -------- | --------- | -------- | --------- | --------------- | --------------- | --------------------- | ------- | ---------- | ---------- | ---------- |
| any  | batejats | total     | %        | total     | clergat secular | clergat regular | batejats por sacerdot | diaques | homes      | dones      |            |
| 1948 | ?        | 1.500.000 | ?        | 351       | 268             | 83              | ?                     |         | 180        | 637        | 449        |
| 1970 | ?        | 1.257.488 | ?        | 143       | 143             |                 | ?                     |         |            |            | 433        |
| 1980 | 929.000  | 1.378.000 | 67,4     | 209       | 144             | 65              | 4.444                 |         | 65         | 781        | 433        |
| 1990 | 984.000  | 1.473.000 | 66,8     | 170       | 123             | 47              | 5.788                 |         | 47         | 537        | 433        |
| 1999 | 279.392  | 1.310.476 | 21,3     | 134       | 87              | 47              | 2.085                 | 11      | 50         | 121        | 437        |
| 2000 | 278.121  | 1.310.476 | 21,2     | 124       | 81              | 43              | 2.242                 | 11      | 46         | 90         | 437        |
| 2001 | 278.100  | 1.310.476 | 21,2     | 127       | 90              | 37              | 2.189                 | 10      | 38         | 77         | 437        |
| 2002 | 189.200  | 1.310.476 | 14,4     | 119       | 82              | 37              | 1.589                 | 13      | 38         | 67         | 437        |
| 2003 | 277.736  | 1.335.154 | 20,8     | 143       | 96              | 47              | 1.942                 | 14      | 49         | 53         | 437        |
| 2004 | 276.000  | 1.335.154 | 20,7     | 144       | 101             | 43              | 1.916                 | 13      | 44         | 59         | 437        |
| 2013 | 162.800  | 1.344.000 | 12,1     | 113       | 73              | 40              | 1.440                 | 16      | 42         | 31         | 437        |